# Sepa (Lääne-Saare)
Pour les articles homonymes, voir Sepa (homonymie).
Sepa est un village de la commune de Lääne-Saare du comté de Saare en Estonie.
Au 31 décembre 2011, il compte 16 habitants.